# 舟异蓝蛤
是海螂目抱蛤科异篮蛤属的一种。主要分布于越南、中国大陆、台湾，常栖息在潮下带12－63米。